# Neotheronia columbiensis
Neotheronia columbiensis là một loài tò vò trong họ Ichneumonidae.